# Oss skojare emellan
Oss skojare emellan var ett TV-program som sändes i Sveriges Television under fyra omgångar mellan åren 1982 och 1986. Urpremiären skedde onsdagen den 31 mars 1982 i SVT1. Programledare var Ingvar Oldsberg, som hade hjälp av två allvarliga assistenter i frack, spelade av fotbollslegenderna Bertil "Bebben" Johansson från IFK Göteborg och Karl-Alfred Jacobsson från GAIS. Programmen spelades in live inför publik, som satt vid små cafébord i studion.
Två pastellfärgade lag tävlade i olika grenar, exempelvis pajkastning, äggkastning, kladd med fingerfärg eller att springa genom en vägg för att landa på en madrass eller i en swimmingpool. Just vattenlekar var ett återkommande inslag. De tävlande kunde åka vattenrutschkana iförda stora blöjor och hjälmar eller gå balansgång över bassängen för att hamna i vattnet om brädan gick itu. Ett annat inslag var frågesport där den tävlande hamnade i bassängen om den svarade fel. 
Serien blev kritiserad i pressen för sin lyteskomik. Man jämförde lustigheterna med möhippor och Kiviks marknad. Programmet hade dock höga tittarsiffror. Flera av lekarna var moderna varianter av gamla folknöjen.